# پدروی پنجم
پدرو پنجم (۱۶ سپتامبر ۱۸۳۷–۱۱ نوامبر ۱۸۶۱) ملقب به امیدوار از سال ۱۸۵۳ تا زمان مرگ پادشاه پرتغال بود.
وی اولین پسر ملکه ماریا دوم و همسرش فرناندو دوم بود. او در دوران سلطنت مادر و پدرش به دنیا آمد. پدرو پس از مرگ مادرش در سال ۱۸۵۳ به سلطنت رسید و پدرش تا زمان رسیدن وی به سن قانونی مقام نایب‌السلطنه را به عهده گرفت.
در دوران سلطنت پدرو تغییرات سریعی در جهت مدرنیزاسیون پرتغال انجام شد. از جمله این اقدامات ایجاد و گسترش شبکه راه‌ها، تلگراف، راه‌آهن و بهداشت بود.
پدرو در ۱۱ نوامبر ۱۸۶۱ در اثر بیماری‌ای که در همان سال باعث مرگ دو نفر از برادران و تعدادی دیگر از اعضای خاندان سلطنتی نیز شد، درگذشت. این بیماری در بعضی منابع به عنوان وبا و در بعضی دیگر حصبه ذکر شده‌است. با توجه به این‌که پدرو فرزندی نداشت، پس از او برادرش لویی اول به سلطنت رسید.